# Clifford Ray
Clifford Ray (ur. 21 stycznia 1949 w Union) – amerykański koszykarz, występujący na pozycji skrzydłowego lub środkowego, mistrz NBA jako zawodnik oraz asystent trenera.

## Osiągnięcia
NCAA
- Wybrany do I składu konferencji Big Eight
- Lider konferencji Big Eight w zbiórkach[2]

NBA
- Mistrz NBA (1975)[1]
- Wybrany do I składu debiutantów NBA (1972)[3]
- Uczestnik meczu gwiazd Legend NBA (1988–1993)[4]

Trenerskie
- Mistrz NBA jako asystent trenera (2008)[1]